# Lacalma
Lacalma es un género de polillas  perteneciente a la familia de los pirálidos.

## Especies
Este género contienen las siguientes especies:
- Lacalma albirufalis (Hampson, 1916)
- Lacalma argenteorubra (Hampson, 1916)
- Lacalma ferrealis (Hampson, 1906)
- Lacalma mniomima (Turner, 1912)
- Lacalma papuensis (Warren, 1891)
- Lacalma porphyrealis (Kenrick, 1907)